# Upplands norra kontrakt
Upplands norra kontrakt är från 2018 ett kontrakt i Uppsala stift inom Svenska kyrkan. Kontraktskoden är 0110. Kontraktsprost från 2018 var Erland Söderström.

## Administrativ historik
Kontraktet bildades den 1 januari 2018 av:
Örbyhus kontrakt med:
- Hållnäs-Österlövsta församling
- Tierp-Söderfors församling
- Tolfta församling
- Vendel-Tegelsmora församling
- Västlands församling
- Älvkarleby-Skutskärs församling

delar av Olands och Frösåkers kontrakt med:
- Alunda församling
- Dannemorabygdens församling
- Ekeby församling
- Frösåkers församling
- Skäfthammar-Hökhuvuds församling
- Öregrund-Gräsö församling